# آیین رومی
آیین رومی (لاتین: Ritus Romanus) یکی از آیین‌ها و مناسک عبادی اصلیِ کلیسای لاتین است، بزرگترین مجمع کلیساهای خاصِ مستقل (particular church sui iuris) که کلیسای کاتولیک را تشکیل می‌دهند. این آیین به زبان لاتین و در شهر رم توسعه یافت و در حالی که آیین‌های مذهبی لاتین خاصی همچون آیین آمبروسی (آیین میلانی) نیز همچنان باقی مانده‌است، اما این آیین رومی بود که تقریباً در تمامی کلیساهای لاتین به تدریج جا افتاد و مورد پذیرش گسترده واقع شد. در قرون وسطی گونه‌های متعددی از آیین‌ها و مناسک محلی وجود داشت، حتی با آنکه همگی دارای تشریفات خاص نبودند، اما به‌دنبال اختراع چاپ و در تبعیت از احکام شورای ترنت در سال‌های ۱۵۶۳–۱۵۴۵، همسانی و یکرنگی میان این آیین‌ها افزایش یافت. چندین آیین مذهبی لاتین که تا قرن بیستم باقی ماندند، به‌طور داوطلبانه و اختیاری پس از شورای دوم واتیکان کنار گذاشته شدند. آیین رومی در حال حاضر، رایج‌ترین مناسک مذهبی - نه تنها در کلیسای لاتین، بلکه در سرتاسر دنیای مسیحیت - است.
پذیرش و جاافتادن آیین رومی طی قرن‌های متمادی حاصل شد و تاریخچهٔ «مراسم عشای ربانی» آن را می‌توان به سه مرحله تقسیم کرد: عشای پیش از ترنت، عشای ربانی دوران ترنت، و عشای ربانی پاپ پل ششم. این آیین مذهبی امروزه معمولاً به آن شکلی برگزار می‌شود که پاپ پل ششم در سال ۱۹۶۹ فتوا داد و در سال ۲۰۰۲ توسط پاپ ژان پل دوم بازبینی و اصلاح شد. البته استفاده از «کتاب دعای مراسم عشای ربانی ۱۹۶۲» (Missale Romanum)، تحت شرایط خاصی که در سند ۲۰۲۱ پاپ تحتِ عنوان «حافظان سنت» (Traditionis custodes) ذکر شده، مجاز است.